# اکریسون فورستری
اکریسون فوئستری یک گونه سوسک از خانوادهٔ سوسک‌های شاخک‌دراز و از زیرخانوادهٔ شاخک‌درازیان است. بوسک در سال ۱۹۵۳ این گونه را توصیف و بررسی کرده است. این گونه در کشور جنوب برزیل ، پاراگوئه ، اروگوئه و آرژانتین یافت شده است.